# Witold Gombrowicz
Witold Gombrowicz (Małoszyce, 4. kolovoza 1904. – Vence, 25. srpnja 1969.), poljski književnik.
Bio je predstavanik proznih pisaca u razdoblju međuraća (između dva svjetska rata) u Poljskoj. Završio je pravo u Varšavi i tamo započeo pravnu karijeru.
U književnosti je debitirao zbirkom novela i grotesknih priča Pamiętnik z okresu dojrzewania (1933., Uspomene iz puberteta), dok je u elitni krug poljske književnosti ušao romanom Ferdydurke (1937.). Sam roman Ferdydurke na humorističan način, pun filozofskih razmišljanja, govori o liku odraslog muškarca koji je ponovo doveden do uloge 'teenagera'. Upravo ta cijela slika glavnog lika i naziv djela, koji ništa ne označava i nema prijevoda, govori o infantilnosti i tom neozbiljnom i neiskristaliziranom svijetu čovjeka. Sam Gombrowicz opisuje taj roman govoreći da osim samog sadržaja i forma ima svoj infantilni prizvuk.
Godine 1939. putuje u Argentinu, gdje preživljava II. svjetski rat, i dalje piše i ostaje do 1963. godine. 
1951. godine je sudjelovao u emigracijskom mjesečniku Kultura koji je izlazio u Parizu, u kojem 1953. počinje objavljivati svoj Dziennik (Dnevnik), koji piše do kraja života. Tematika Dziennika bila je različita, od najtrivijalnih tema koje su se ticale običnog života, do polemika s marksizmom, egzistencijalizmom i katolicizmom. Kasnije je te članke objedinio u knjigu, te ih izdavao u više svezaka.
1953. je izdao teatralni komad Ślub (Vjenčanje), u kojem je opisao utjecaj filozofije čovjeka na stvaranje potpuno novog teatralnog jezika.
Uslijedio je satirični roman Trans-Atlantyk (1953.), koji je oblikovao na šekspirovsko-romantičnim temeljima i u kojemu po prvi put progovara o temi homoseksualnosti. Napisao ga je u emigraciji i sam je za njega govorio da je to njegovo ogledalo duše, ogledalo njegove egzistencije te da se taj roman može svrstati u bilo koju književnu vrstu, bilo da se radi o satiri, groteski, kritici, traktatu, igri, apsurdu i sl.
Godine 1960. je napisao roman Pornografia (Pornografija) u kojem govori o Poljskoj koju su okupirali nacisti, jakim erotskim temama, devijantnim scenama, neočekivanim obratima, pokvarenosti čovjeka u njegovoj samoj srži, koja donekle iznenađuje i samog pojedinca i koja izlazi na površinu djelomično uzrokovana neposrednom opasnošću rata.
Godine 1963. je otputovao u Berlin, gdje se povezao s njemačkim piscima (Günter Grass) i s austrijskom spisateljicom Ingeborg Bachmann. U tom je razdoblju, kao posljedicu tog druženja, napisao djelo Berliner notizen (1965.). 
Kasnije putuje u Francusku, gdje upoznaje, od sebe mnogo mlađu, Ritu Labrosse, te se ženi njome godine 1968., samo godinu dana prije svoje smrti. Ostaje u Francuskoj do kraja svog života. Nakon njegove smrti Rita Gombrowicz je postala snažna promicateljica Gombrowiczevog stvaralaštva te u tu svrhu napisala dvije dokumentacijske knjige Gombrowicz w Argentynie (1984.) i Gombrowicz w Europie (1988.).
Gombrowicz 1965. godine piše roman Kosmos (Svemir), koji podsjeća na detektivski roman, a 1966. godine piše djelo Operetka (Mala opereta), koja je napisana u formi libreta i nad kojom je radio brojni niz godina.
U tom je razdoblju Gombrowicz već bio slavan svjetski pisac, prevođen na nekoliko desetaka svjetskih jezika te igran na gotovo svim pozornicama svijeta.
U njegovom se stvaralaštvu razlikuju tri faze. Prva započinje djelom Pamiętnik z okresu dojrzewania (1933.) i završava komedijom Iwona, księżniczka Burgunda (1938., Ivona, princeza Burgunda) te odlaskom u Argentinu (1939.). U tom razdoblju najznačajniji njegov tekst je roman Ferdydurke te između 1933. i 1938. piše u varšavskom časopisu Kurier Poranny gdje se nametnuo kao ideolog novog vremena i novog estetskog vala. Druga faza se naziva 'transatlantska faza' gdje piše djela Pornografia, Ślub, Trans-Atlantyk, te po povratku u Europu roman Kosmos i dramu Operetka. U tom je razdoblju nastavio pisati Dziennik (u godinama 1957., 1962. i 1966.). 
Što se tiče karakteristika njegovog cjelokupnog stvaralaštva, u njemu je ismijavao zaostalost ljudi iz vlastitog kraja te je takve teme koristio za pisanje kritičkih osvrta na suvremenu misao i umjetnost novog vremena koje je trebalo uslijediti. Stvarao je djela kojima je zadirao u daleku budućnost te na taj način prenosio svojim čitateljima svijet od modernizma do postmodernizma. Upravo ga je to učinilo piscem svjetskog glasa.
U Poljskoj je imao ogroman utjecaj na pisce i književnost, ali je jači utjecaj imao na teatar, pogotovo na Kantora, dok su u Francuskoj u njegovom stvaralaštvu uzore nalazili pisci egzistencijalizma i strukturalizma.
Postao je autor atraktivan širokim masama, jer je u svojim knjigama opisivao zanimljive fabule, groteskne likove i neobične događaje te upotrebljavao crni humor i sasvim nov i neobičan jezik.